# Kindane Yebio
Kindane Yebio, né le 25 janvier 1958, à Shinnara, est un prélat érythréen de l'Église catholique éthiopienne.

## Biographie
Kindane Yebio est né le 25 janvier 1958, à Shinnara, dans l'Empire d'Éthiopie, aujourd'hui en Érythrée.
Il est ordonné prêtre, le 30 juin 1985.
Il est l'éparque de Keren, depuis le 4 janvier 2003, et a reçu la consécration épiscopale de Mgr Menghesteab Tesfamariam, Éparque d'Asmara, le 2 mars 2002.